# Onthophagus aspericollis
Onthophagus aspericollis är en skalbaggsart som beskrevs av Lansberge 1885. Onthophagus aspericollis ingår i släktet Onthophagus och familjen bladhorningar. Inga underarter finns listade i Catalogue of Life.